# Machimoides
Machimoides är ett släkte av insekter. Machimoides ingår i familjen vårtbitare.
Kladogram enligt Catalogue of Life:
| Machimoides | \| \| Machimoides minarum \| \| \| \| \| \| Machimoides vivasi \| \| \| \| \| \| Machimoides yuracare \| \| \| \| |
|             | \| \| Machimoides minarum \| \| \| \| \| \| Machimoides vivasi \| \| \| \| \| \| Machimoides yuracare \| \| \| \| |
|             | Machimoides minarum                                                                                               |
|             | |
|             | Machimoides vivasi                                                                                                |
|             | |
|             | Machimoides yuracare                                                                                              |
|             | |